# 相川村 (静岡県)
相川村（あいかわむら）は静岡県の中部、志太郡に属していた村である。現在の焼津市南部にあたる。

## 地理
- 河川：大井川

## 歴史
- 1889年（明治22年）4月1日 - 町村制の施行により、上泉村、上新田村［大部分］、下江富村、相川村、西島村、宗高村［一部］が合併して発足。
- 1955年（昭和30年）3月31日 - 静浜村、吉永村 と合併して大井川町が発足。同日相川村廃止。
- 2008年（平成20年）11月1日 - 大井川町が焼津市に編入。

## 教育機関
- 相川村立相川小学校（現焼津市立大井川西小学校）
- 相川村立相川中学校（大井川町立大井川西中学校に改称→1958年に統合し、現・焼津市立大井川中学校）

現在は静岡県立清流館高等学校があるが、当時は未開校。

## 交通

### 鉄道路線
- 静岡鉄道
  - 駿遠線
    - 上新田駅 - 大井川駅

### 道路
- 国道150号

現在は東名高速道路が旧村域を通過し、藤枝市との境界線上に大井川バスストップが所在するが、当時は未開通。